# Ducula rosacea
Ducula rosacea е вид птица от семейство Гълъбови (Columbidae). Видът е почти застрашен от изчезване.

## Разпространение
Видът е разпространен в Индонезия и Източен Тимор.